# Ylikiiminki
Ylikiiminki est une ancienne municipalité du Nord-Ouest de la Finlande, dans la région d'Ostrobotnie du Nord. Elle a été fusionnée à Oulu au 1er janvier 2009.

## Géographie
La commune est très étendue, intermédiaire entre les communes modestes et densément peuplée de la côte et celles sauvages de la Laponie ou du Koillismaa. Largement marécageuse et dépourvue de relief, elle est traversée par la rivière Kiiminkijoki.
Le centre-ville d'Oulu, la capitale provinciale, est situé à 35 km du centre administratif de la commune.

## Fusion avec Oulu
En septembre 2005, Oulu et la municipalité d'Ylikiiminki ont lancé une étude sur une éventuelle fusion des municipalités. La fusion municipale s’est achevée le 1er janvier 2009.
La superficie de la ville d’Oulu a presque quadruplé, mais la population n’a augmenté que d’environ 2,5%.

## Galerie

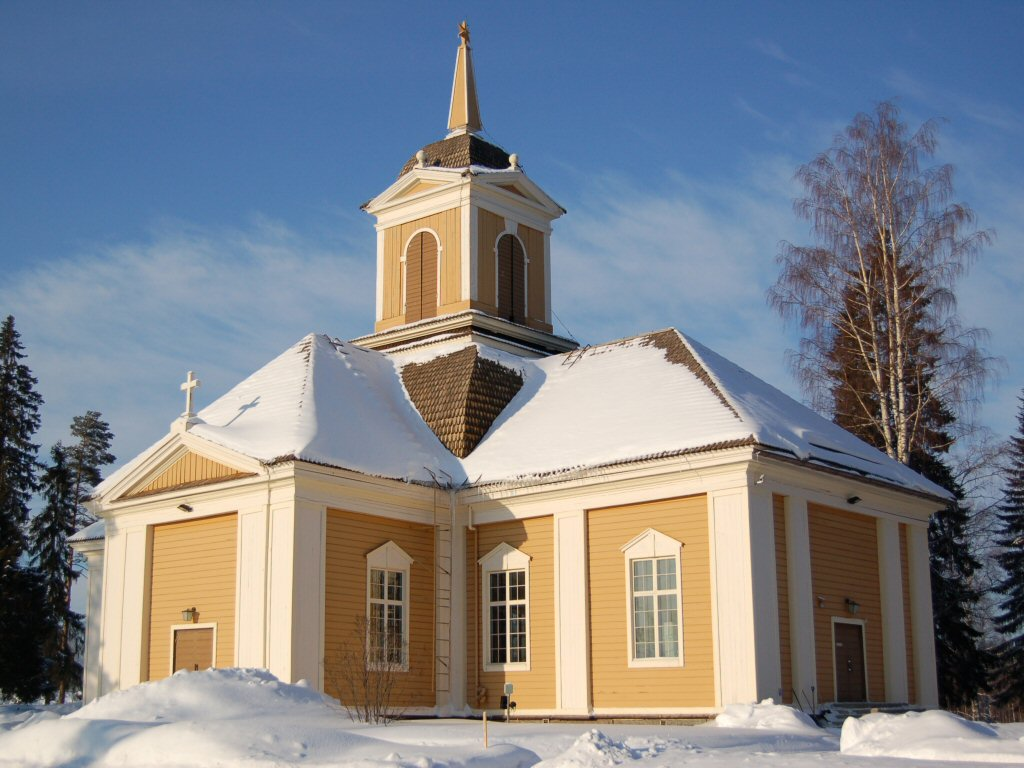
Église d'Ylikiiminki, 1788.
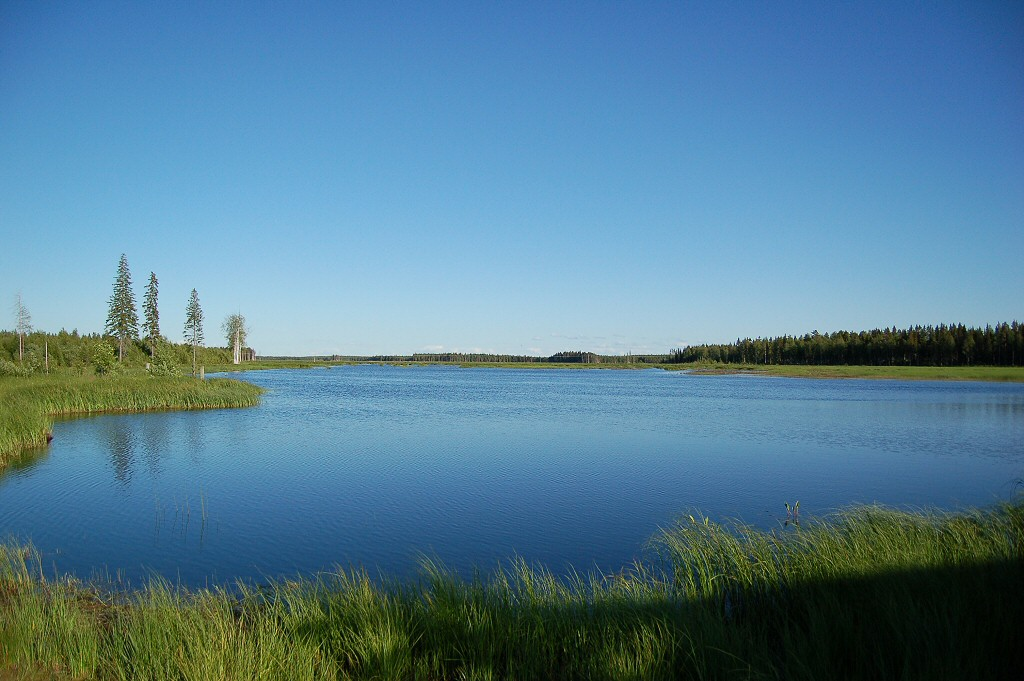
Lac Iso Seluskanjärvi.